# Pepper Gomez
José "Joseph" Serapio Palimino Gomez, noto con il ring name Pepper Gomez (Los Angeles, 21 aprile 1927 – 6 maggio 2004), è stato un wrestler e culturista statunitense.
Noto per i muscoli addominali eccezionalmente sviluppati, che gli permettevano di eseguire acrobazie come saltare a pancia in giù dalla cima di una scala o farsi passare un maggiolino Volkswagen sullo stomaco, guadagnandosi il soprannome "The Man with the Cast Iron Stomach".

## Biografia
Gomez nacque a Los Angeles, California, nel 1927. Mentre era alle scuole superiori, praticò vari sport, tra i quali football americano, ginnastica e atletica leggera. Frequentò il Los Angeles City College, dove giocò a football.

## Carriera nel bodybuilding
Nel 1947 cominciò a partecipare a gara di bodybuilding. Si allenò insieme a Armand Tanny e Joe Gold, tra gli altri. Nei successivi cinque anni prese parte a una serie di gare di culturismo, vincendo il titolo di "Mr. Muscle Beach" nel 1950 a Santa Monica (California). Nel 1951 arrivò quinto a Mr. America. Fu sulla copertina del numero del novembre 1948 della rivista Strength & Health e su quello del gennaio 1952 di Muscle Power.

## Carriera nel wrestling

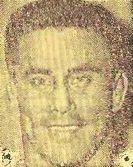
Gomez nel 1960

## Vita privata
Gomez aveva origini messicane. Ebbe cinque figli. All'epoca del decesso, era sposato con Bonnie.

## Morte
Gomez si sottopose a un intervento chirurgico nell'aprile 2004 e fu messo in supporto vitale. Morì di gastrite il 6 maggio 2004.

## Titoli e riconoscimenti

### Bodybuilding
- Amateur Athletic Union
  - "Junior Mr. America" (8º, 1952)[12]
  - "Mr. America" (5º, 1951)[12]
  - "Mr. California" (2º, 1947; 5º, 1952)[12]
  - "Mr. Los Angeles" (2º, 1947; 3º, 1949; 3º, 1950; 2º; 1951; 3º, 1952)[12]
  - "Mr. Pacific Coast" (4º; 1948)[12]
  - "Mr. Western America" (3º, 1947)[12]
- Varie
  - "Mr. Muscle Beach" (1º, 1950)[2][12]

### Wrestling
- Big Time Wrestling (Boston)
  - BTW New England Heavyweight Championship (1)[14]
- American Wrestling Alliance / Big Time Wrestling (San Francisco)
  - AWA United States Heavyweight Championship (1)[2][4]
  - AWA World Tag Team Championship (3) – con José Lothario (1) e Pedro Morales (2)[4]
  - NWA World Tag Team Championship (San Francisco version) (7) – con Pedro Morales (2), Jose Lothario (1), Al Madril (1), Pat Patterson (1), Peter Maivia (1), e Rocky Johnson (1)[2][4]
- Big Time Wrestling (British Columbia)
  - Northwest Tag Team Championship (3) – con Johnny Demchuck (2) e Ivan Kameroff (1)[2]
- Big Time Wrestling (Texas)
  - NWA Texas Heavyweight Championship (15)[2][15][16]
  - NWA Texas Tag Team Championship (10) – con Bill Melby (1), Cyclone Anaya (1), Dory Dixon (2), Hogan Wharton (1), Larry Chene (1), Luigi Macera (1), El Medico (2), e Rito Romero (2)[2][17][18]
  - NWA World Tag Team Championship (Texas version) (5) – con El Medico (1), Rito Romero (1), Ciclone Anaya (1), Torbellino Blanco/Wilbur Snyder (1), e Dory Dixon (1)[19][20]
- Cauliflower Alley Club
  - Other honoree (1992)[21]
- Championship Wrestling from Florida
  - NWA Southern Heavyweight Championship (Florida version) (1)[4]
- NWA Hollywood Wrestling
  - NWA Americas Tag Team Championship (1) – con Black Gordman[4]
- Western States Sports
  - NWA World Tag Team Championship (Amarillo version) (1) - con Jose Lothario[22]
- Pacific Northwest Wrestling
  - NWA Pacific Northwest Tag Team Championship (1) – con Herb Freeman[4]
- World Wrestling Association
  - WWA World Heavyweight Championship (1)[2][4]
  - WWA World Tag Team Championship (2) – con Wilbur Snyder[2][4]